# Херман Штаудингер
Херман Штаудингер (Вормс, 23. март 1881 — Фрајбург, 8. септембар 1965) био је немачки хемичар. Године 1953, додељена му је Нобелова награда за хемију за демонстрацију постојања макромолекула, које је описао као полимере. Такође је пронашао кетене, што су органска једињења са структуром R2C=C=O. Постоји и хемијска реакција у органској хемији која носи његово име: Штаудингерова реакција.